# Říkovice
Říkovice település Csehországban, Přerovi járásban. Říkovice Vlkoš, Stará Ves, Žalkovice, Věžky, Přestavlky és Horní Moštěnice településekkel határos. Lakosainak száma 457 fő (2024. január 1.).

## Népesség
A település lakosságának változását az alábbi diagram mutatja:
| Lakosok száma | 327  | 422  | 522  | 500  | 509  | 453  | 481  | 472  | 459  | 457  |
|               | 1869 | 1890 | 1921 | 1950 | 1980 | 2001 | 2017 | 2019 | 2022 | 2024 |